# Grammy Award para Melhor Performance de Hard Rock
Prêmio Grammy de Melhor Performance de Hard Rock (do inglês: Grammy Award para Best Hard Rock Performance foi um prêmio entregue durante o Grammy Awards, uma cerimônia criada em 1958, aos artistas pelas músicas de qualidade vocal ou instrumental em performances no gênero de hard rock. Os prêmios de cada categoria são entregados em uma cerimônia anual pela The Recording Academy, nos Estados Unidos, a fim de "reconhecer realização artística, experiência técnica e excelência global na indústria de gravação, sem levar em conta a quantidade de vendas de álbuns ou posição nas paradas musicais".
A categoria foi premiada pela primeira vez em 1989, na 31ª cerimônia dos Prêmios Grammy. Inicialmente denominada Best Hard Rock/Metal Performance Vocal or Instrumental, por somente um ano combinou indicações nas vertentes de Hard rock e heavy metal da década de 1980. Jethro Tull recebeu o prêmio pelo álbum Crest of a Knave, desbancando a banda Metallica, que favorita ao prêmio com o álbum ...And Justice for All. Este fato desencadeou uma onda de críticas com a Academia de Gravação, com o meio jornalístico sugerindo que a música de Jehtro Tull não se encaixava nos gêneros abarcados pela categoria. Em resposta, a Academia separou as categorias Best Hard Rock Performance e Best Metal Performance a partir de 1990.
A banda Living Colour foi a primeira vencedora da categoria em 1990. De 1992 a 1994, o prêmio foi entregue como Best Hard Rock Performance with Vocal. Em 2011, o ano final de entrega da categoria, as bandas Foo Fighters, Living Colour e The Smashing Pumpkins dividiam o recorde de maior número de vitórias, com duas vitórias cada uma. A grande maioria dos vencedores são de origem estadunidense, embora artistas australianos e britânicos também tenham sido premiados. Alice in Chains detém o recorde de maior número de indicações sem uma vitória, tendo sido indicada oito vezes.

## Vencedores e indicados
| Ano  | Artista                  | Obra                                  | Indicados | Ref.   |
| ---- | ------------------------ | ------------------------------------- | --- | ------ |

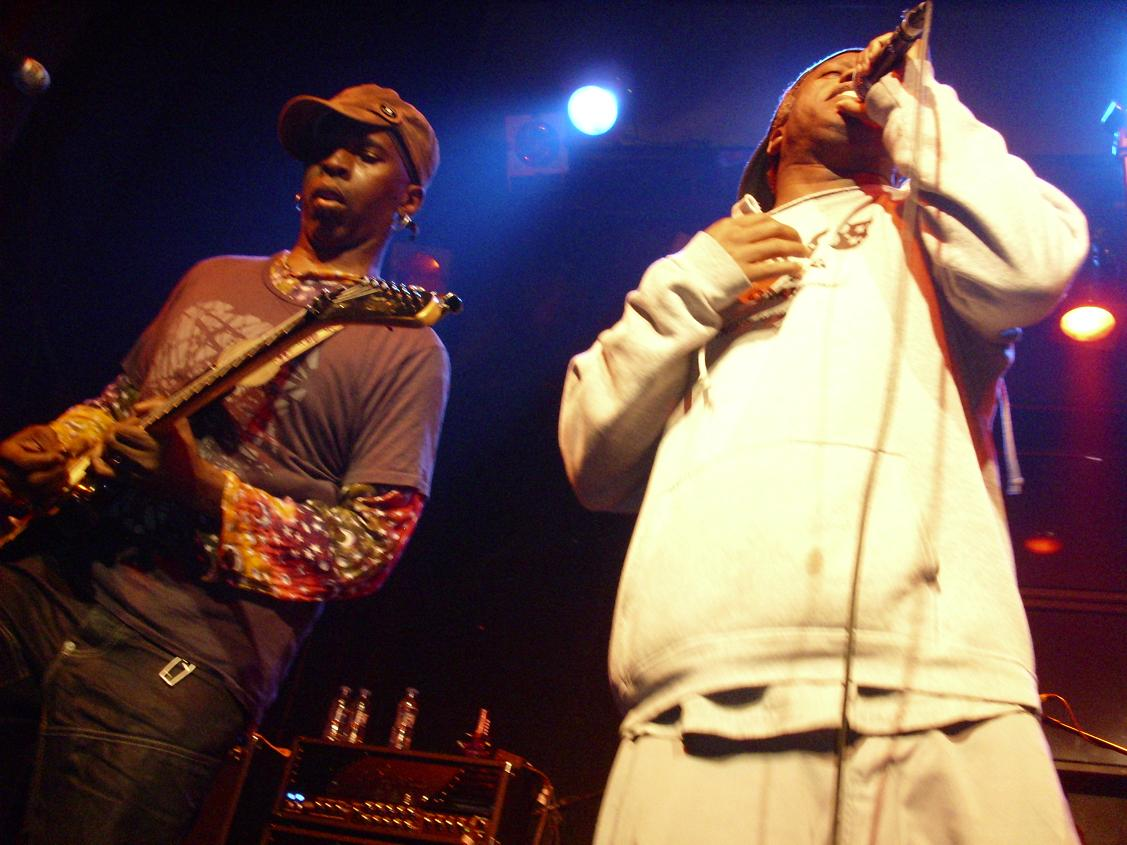
Living Colour, os primeiros vencedores da categoria em 1990.

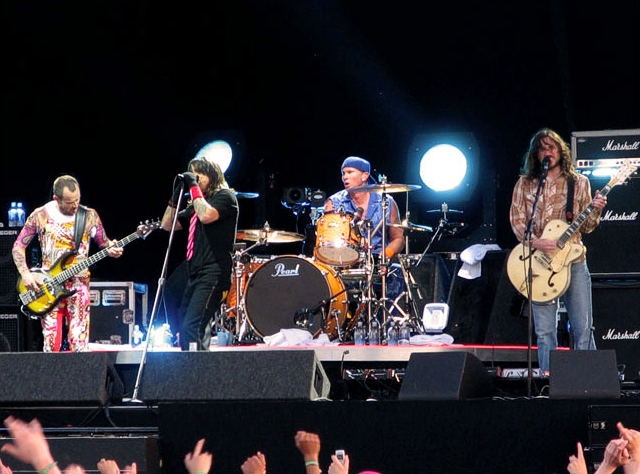
Red Hot Chili Peppers venceu o prêmio em 1993.

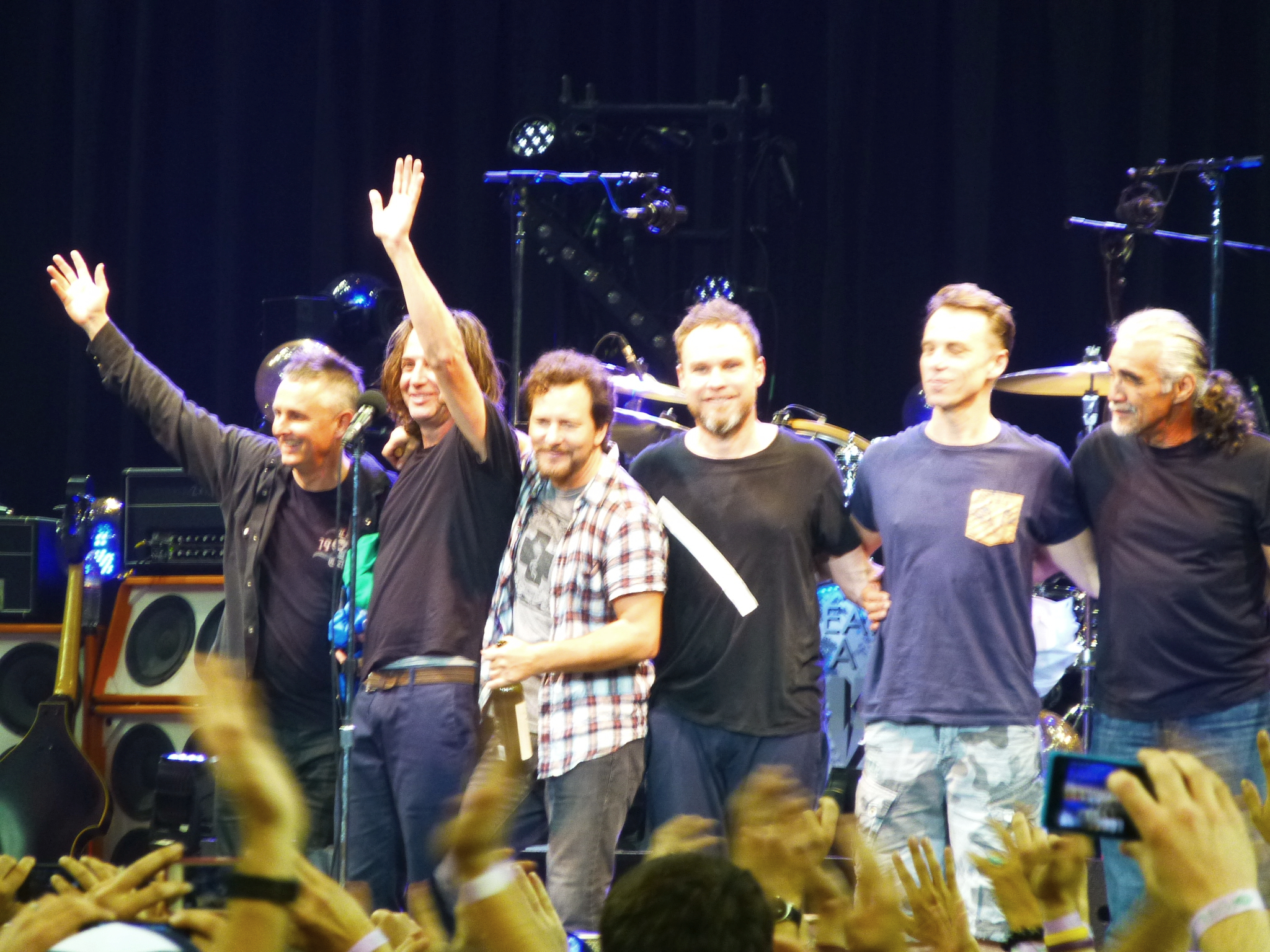
Pearl Jam, vencedores em 1996 e indicados outras 4 vezes.

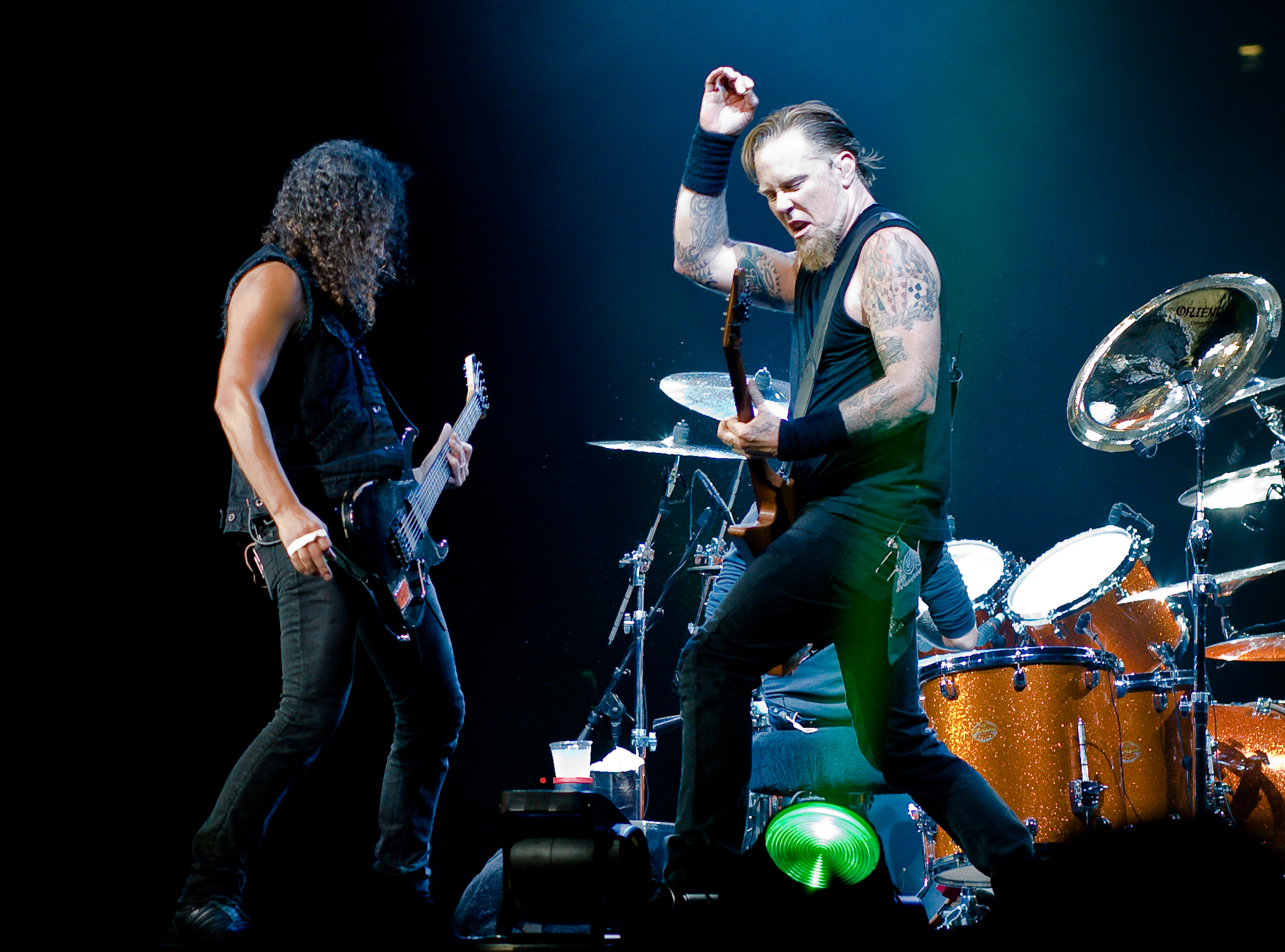
Metallica venceu a categoria em 2000.

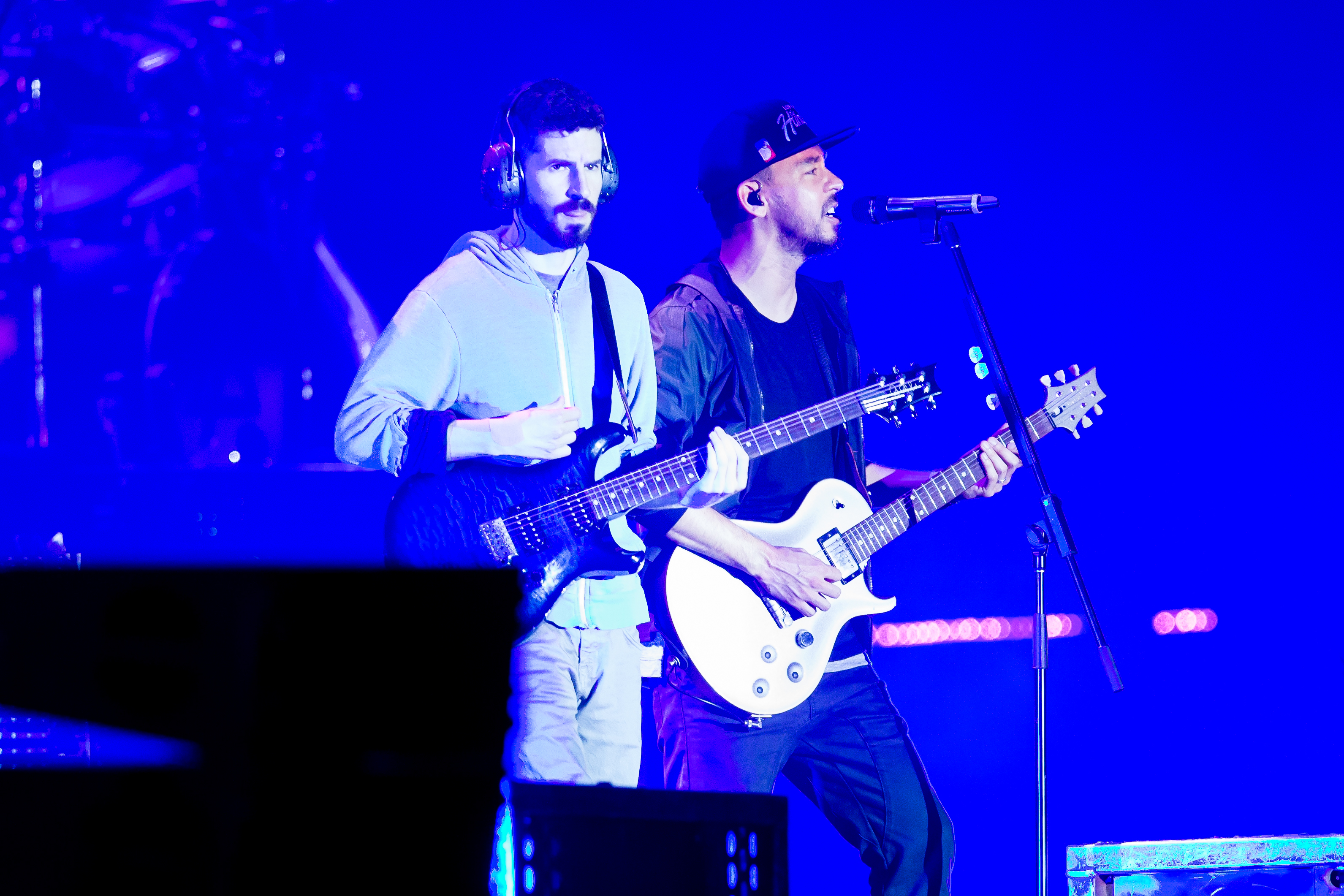
Linkin Park, vencedores em 2002.

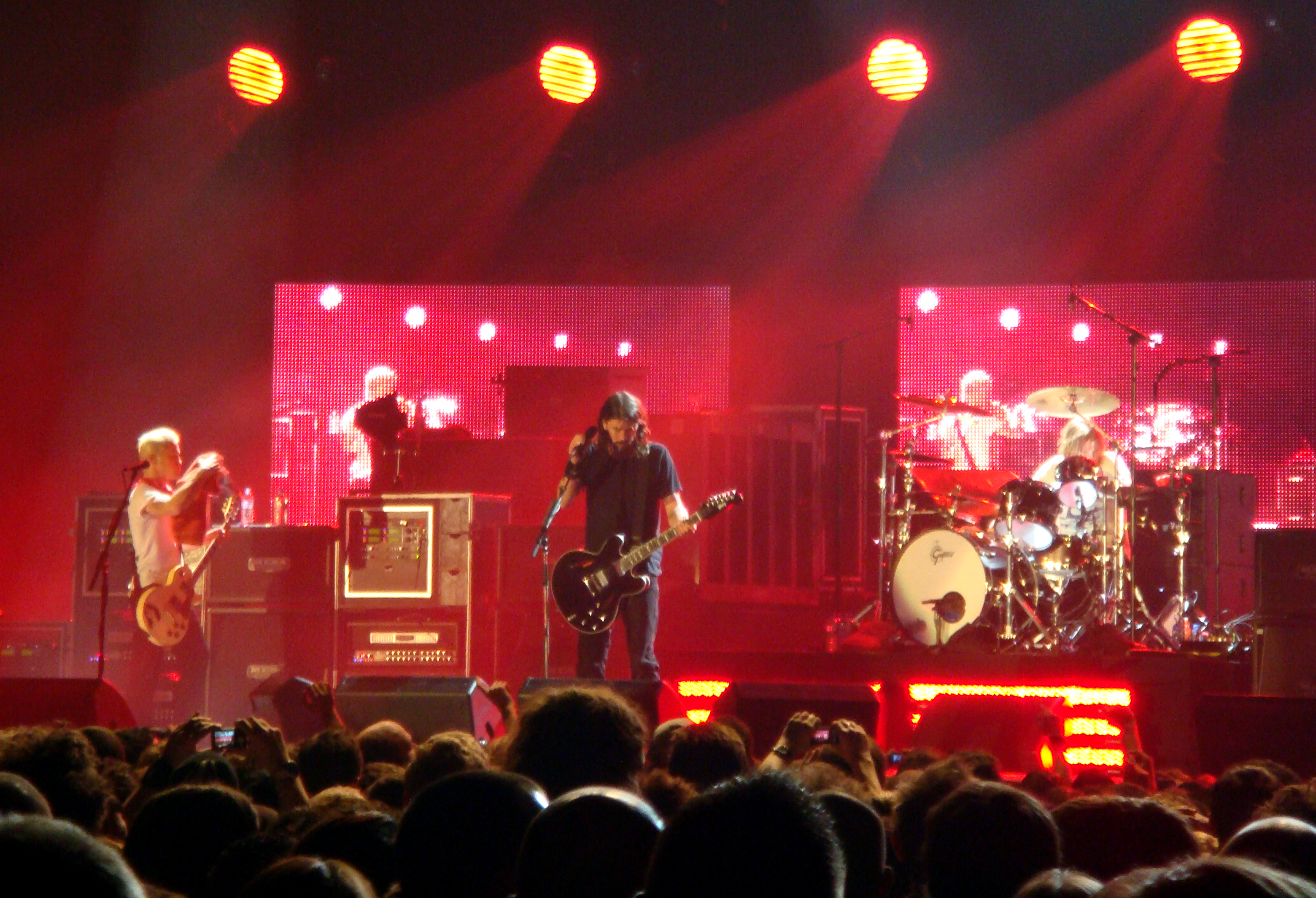
Foo Fighters, vencedores em 2003 e 2008.

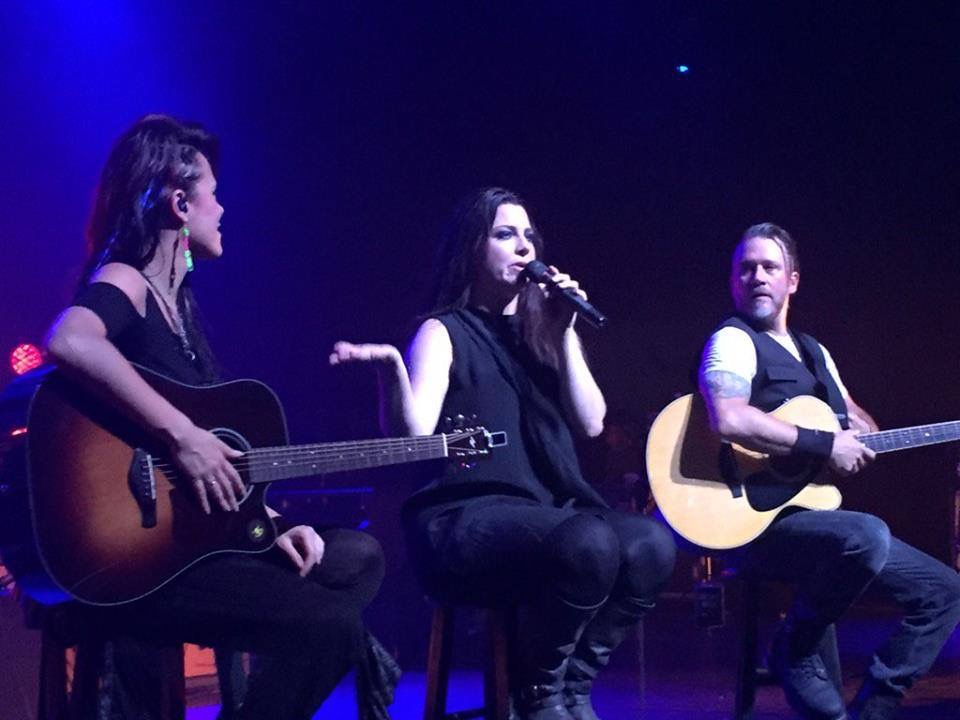
Evanescence, vencedores em 2004.

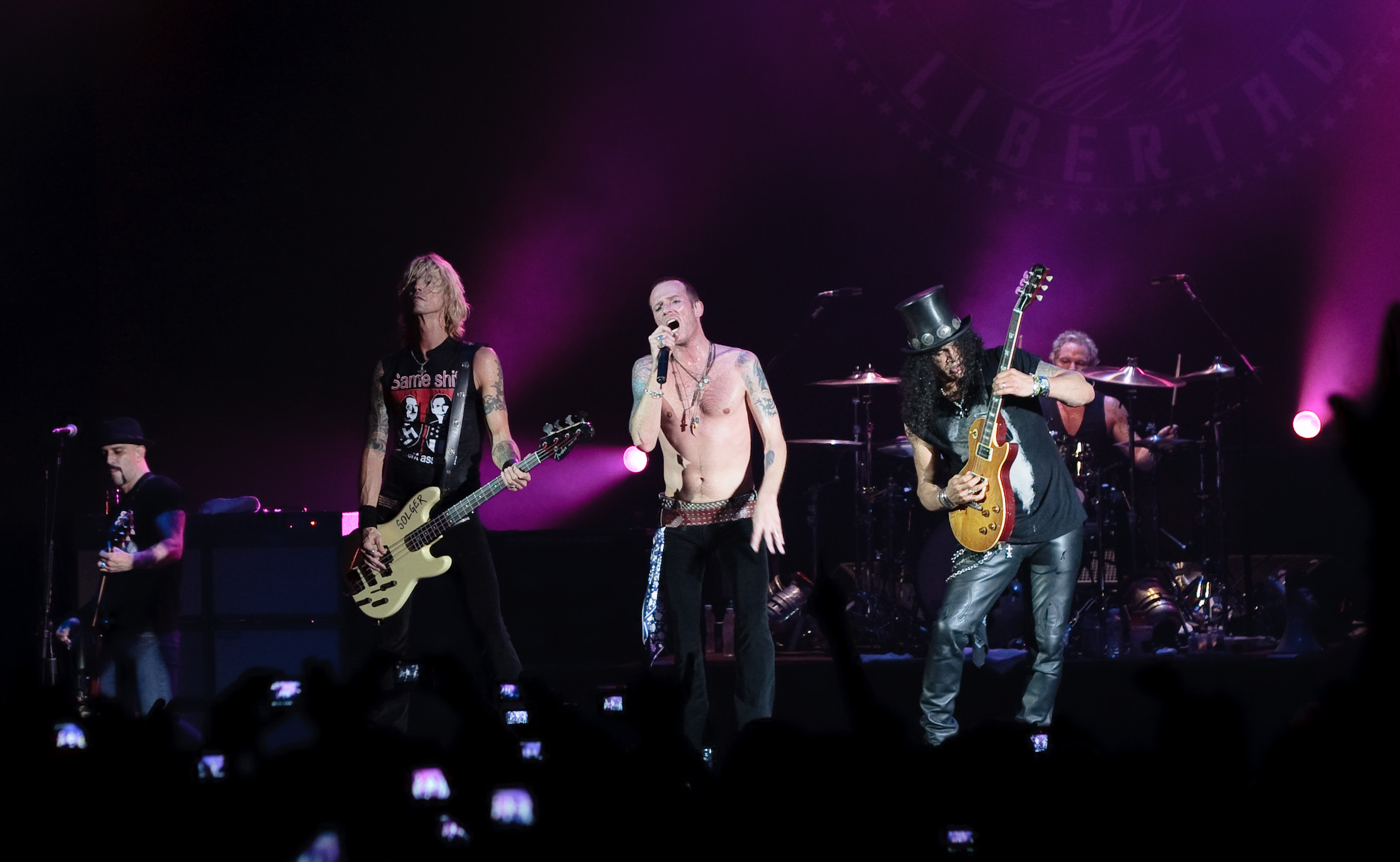
Velvet Revolver, vencedores em 2005.

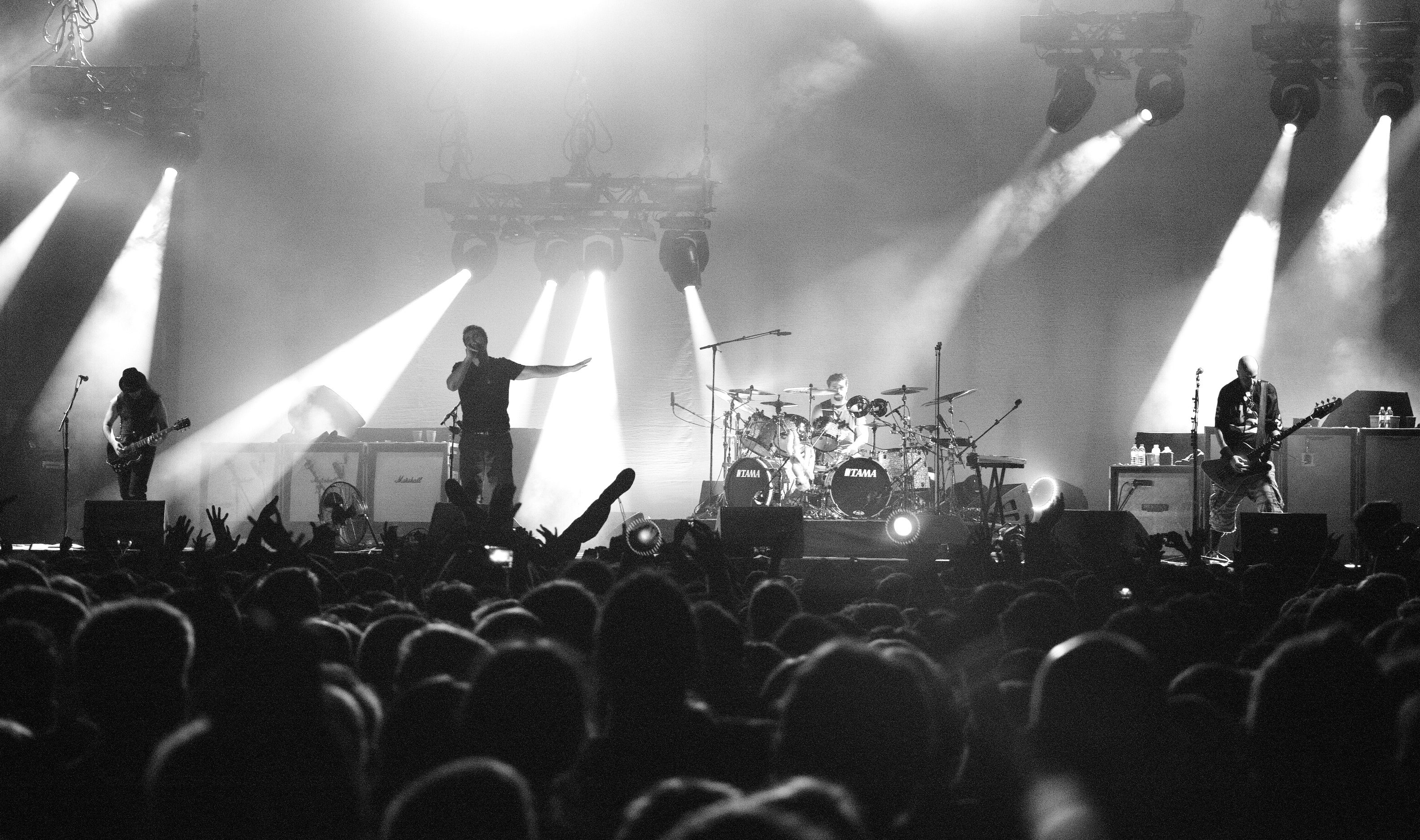
System of a Down, vencedores em 2006 e indicados outras duas vezes.

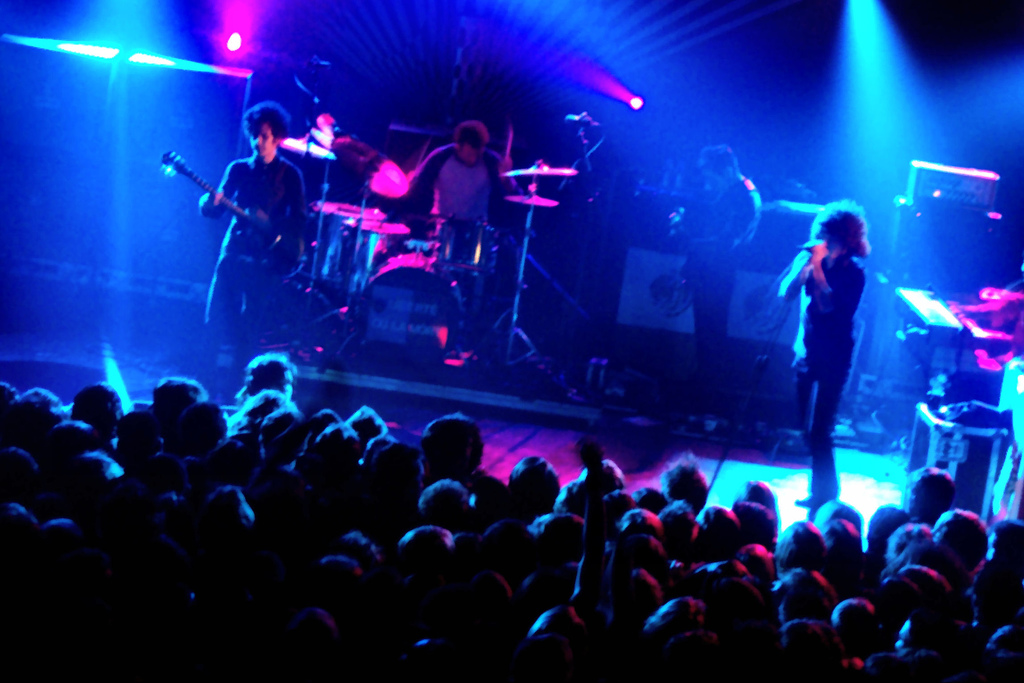
The Mars Volta, vencedores de 2009.

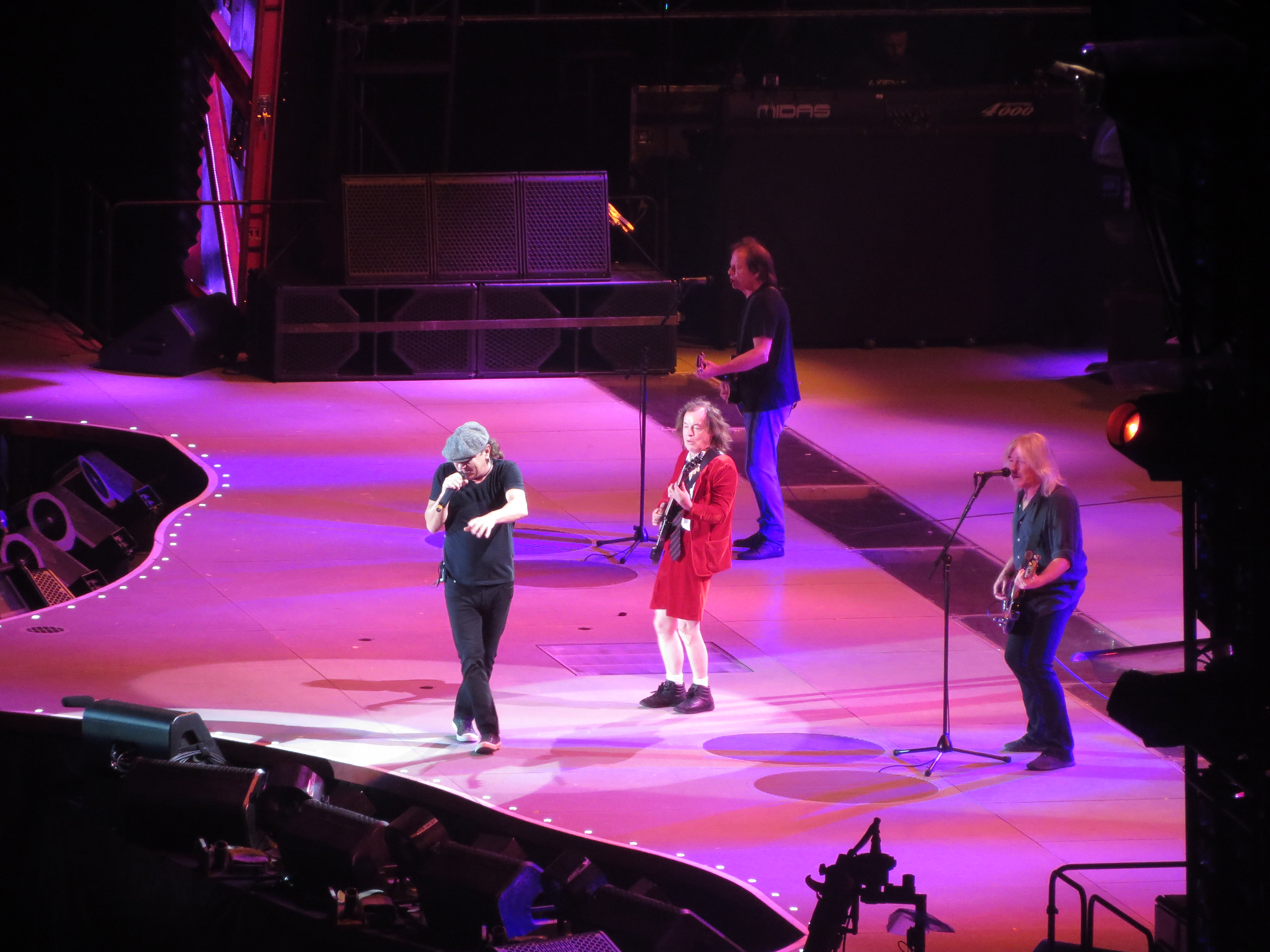
AC/DC recebeu três indicações antes de vencer em 2010.

| 1990 | Living Colour            | "Cult of Personality"                 | - Aerosmith – "Love in an Elevator" - Great White – "Once Bitten, Twice Shy" - Guns N' Roses – G N' R Lies - Mötley Crüe – "Dr. Feelgood"                               | [ 6 ]  |
| 1991 | Living Colour            | Time's Up                             | - AC/DC – The Razors Edge - Faith No More – "Epic" - Jane's Addiction – Ritual de lo Habitual - Mötley Crüe – "Kickstart My Heart"                                      | [ 7 ]  |
| 1992 | Van Halen                | For Unlawful Carnal Knowledge         | - AC/DC – "Moneytalks" - Alice in Chains – "Man in the Box" - Guns N' Roses – Use Your Illusion I                                                                       | [ 8 ]  |
| 1993 | Red Hot Chili Peppers    | "Give It Away"                        | - Alice in Chains – Dirt - Faith No More – Angel Dust - Guns N' Roses – "Live and Let Die" - Nirvana – "Smells Like Teen Spirit" - Pearl Jam – "Jeremy"                 | [ 9 ]  |
| 1994 | Stone Temple Pilots      | "Plush"                               | - AC/DC – "Highway to Hell" - Living Colour – "Leave It Alone" - Robert Plant – "Calling to You" - The Smashing Pumpkins – "Cherub Rock"                                | [ 10 ] |
| 1995 | Soundgarden              | "Black Hole Sun"                      | - Alice in Chains – "I Stay Away" - Beastie Boys – "Sabotage" - Green Day – "Longview" - Pearl Jam – "Go"                                                               | [ 11 ] |
| 1996 | Pearl Jam                | "Spin the Black Circle"               | - Alice in Chains – "Grind" - Primus – "Wynona's Big Brown Beaver" - Red Hot Chili Peppers – "Blood Sugar Sex Magik" - Van Halen – "The Seventh Seal"                   | [ 12 ] |
| 1997 | The Smashing Pumpkins    | "Bullet with Butterfly Wings"         | - Alice in Chains – "Again" - Rage Against the Machine – "Bulls on Parade" - Soundgarden – "Pretty Noose" - Stone Temple Pilots – "Trippin' on a Hole in a Paper Heart" | [ 13 ] |
| 1998 | The Smashing Pumpkins    | "The End Is the Beginning Is the End" | - Bush – "Swallowed" - Foo Fighters – "Monkey Wrench" - Nine Inch Nails – "The Perfect Drug" - Rage Against the Machine – "People of the Sun"                           | [ 14 ] |
| 1999 | Page and Plant           | "Most High"                           | - Kiss – "Psycho Circus" - Marilyn Manson – "The Dope Show" - Metallica – "Fuel" - Pearl Jam – "Do the Evolution"                                                       | [ 15 ] |
| 2000 | Metallica                | "Whiskey in the Jar"                  | - Alice in Chains – "Get Born Again" - Buckcherry – "Lit Up" - Kid Rock – "Bawitdaba" - Korn – "Freak on a Leash" - Limp Bizkit – "Nookie"                              | [ 16 ] |
| 2001 | Rage Against the Machine | "Guerrilla Radio"                     | - Kid Rock – "American Bad Ass" - Limp Bizkit – "Take a Look Around" - Pearl Jam – "Grievance" - Stone Temple Pilots – "Down"                                           | [ 17 ] |
| 2002 | Linkin Park              | "Crawling"                            | - Alien Ant Farm – "Smooth Criminal" - P.O.D. – "Alive" - Rage Against the Machine – "Renegades of Funk" - Saliva – "Your Disease"                                      | [ 18 ] |
| 2003 | Foo Fighters             | "All My Life"                         | - Godsmack – "I Stand Alone" - P.O.D. – "Youth of the Nation" - Queens of the Stone Age – "No One Knows" - System of a Down – "Aerials"                                 |        |
| 2004 | Evanescence e Paul McCoy | "Bring Me to Life"                    | - Audioslave – "Like a Stone" - Godsmack – "Straight Out of Line" - Jane's Addiction – "Just Because" - Queens of the Stone Age – "Go with the Flow"                    |        |
| 2005 | Velvet Revolver          | "Slither"                             | - Incubus – "Megalomaniac" - Metallica – "Some Kind of Monster" - Nickelback – "Feelin' Way Too Damn Good" - Slipknot – "Duality"                                       |        |
| 2006 | System of a Down         | "B.Y.O.B."                            | - Audioslave – "Doesn't Remind Me" - Nine Inch Nails – "The Hand That Feeds" - Robert Plant – "Tin Pan Valley" - Queens of the Stone Age – "Little Sister"              |        |
| 2007 | Wolfmother               | "Woman"                               | - Buckcherry – "Crazy Bitch" - Nine Inch Nails – "Every Day Is Exactly the Same" - System of a Down – "Lonely Day" - Tool – "Vicarious"                                 |        |
| 2008 | Foo Fighters             | "The Pretender"                       | - Evanescence – "Sweet Sacrifice" - Ozzy Osbourne – "I Don't Wanna Stop" - Queens of the Stone Age – "Sick, Sick, Sick" - Tool – "The Pot"                              |        |
| 2009 | The Mars Volta           | "Wax Simulacra"                       | - Disturbed – "Inside the Fire" - Judas Priest – "Visions" - Mötley Crüe – "Saints of Los Angeles" - Rob Zombie – "The Lords of Salem"                                  |        |
| 2010 | AC/DC                    | "War Machine"                         | - Alice in Chains – "Check My Brain" - Linkin Park – "What I've Done" (live) - Metallica – "The Unforgiven III" - Nickelback – "Burn It to the Ground"                  |        |
| 2011 | Them Crooked Vultures    | "New Fang"                            | - Alice in Chains –" A Looking in View" - Ozzy Osbourne – "Let Me Hear You Scream" - Soundgarden – "Black Rain" - Stone Temple Pilots – "Between the Lines"             | [ 19 ] |

## Ligações Externas
- «Página oficial» (em inglês)